# 王棻
王棻（1828年—1899年），字子庄，号耘(𦔐)轩，浙江黄岩人。清代方志学家，经史学家，教育家。同治六年(1867年)中举人，同治七年（1868年）及同治十年（1871年）赴试均未能及第，此后一生未入仕途，仅在光绪二十四年(1898)受赏内阁中书衔。王棻将主要精力倾注于教书讲学、修撰地方志及著述，以朴学名于世。在方志学理论方面能新旧结合，加以发展，被认为是晚清方志学理论的集大成者。王棻一生中曾先后担任过处州莲城、黄岩九峰、临海正学、温州中山等众多书院的山长。喻长霖、黄方庆、王舟瑶、朱谦、管世骏等均曾受其教诲，蔡元培亦曾求学其门下。王棻的地方志著作颇为丰富，独立主修了《九峰山志》、《黄岩县志》、《青田县志》及 《太平县续志》等， 与人合纂的则有《杭州府志稿》，《永嘉县志》 及 《仙居县志》等。晚年编成《台学统》一百卷，共收录台州先贤337人的著述。

## 方志学理论
王棻的方志理论主要观点包括： “志乃史之支流” 、 “史志异同” 、 “贵因不贵创” 、 “征文考献” 等。

## 著述
王棻的著作共计34部734卷，其中已刊的为14部338卷。包括：
- 《经诗偶存》
- 《六书古训》
- 《史记补正》
- 《汉书补正》
- 《重订历代帝王年表》
- 《明年表》
- 《大统平议》
- 《大礼平议》
- 《明大礼驳议》
- 《中外和战议》
- 《杜清献公年谱》
- 《台献疑年录》
- 《柔桥文钞》
- 《九峰山志》
- 《黄岩县志》
- 《黄岩集》
- 《青田县志》
- 《太平县续志》
- 《杭州府志稿》，与人合纂
- 《永嘉县志》，与人合纂
- 《仙居县志》，与人合纂
- 《台学统》
- 《赤城志校注》
- 《方城遗献续编》